# Raíz (película)
Raíz es una película de 2013 dirigida por el cineasta chileno Matías Rojas. Se estrenó en septiembre de 2013 en el Festival Internacional de Cine de San Sebastián. En Chile se presentó el mes siguiente en el Festival Internacional de Cine de Valdivia, donde obtuvo el premio en la competencia nacional.

## Argumento
Amalia, una joven de 26 años, emprende un viaje con Cristóbal, un niño de nueve, en busca del padre de este último. Recorriendo lugares apartados del sur de Chile, el viaje se convierte en una búsqueda personal para cada uno.

## Elenco
- Mercedes Mujica
- Elsa Poblete
- Cristóbal Ruiz
- Eugenio Morales
- Celia Uribe

## Premios

### Festival Internacional de Cine de Valdivia
| Año  | Competencia                                                               | Premio         | Resultado |
| ---- | ------------------------------------------------------------------------- | -------------- | --------- |
| 2013 | Cine Chileno                                                              | Mejor Película | Ganadora  |
| 2013 | Notas: Chilevisión le otorgó $3 000 000 a Matías Rojas por esta película. |                |           |

### Festival Internacional de Cine de Palm Springs
| Año  | Competencia                             | Premio   | Resultado |
| ---- | --------------------------------------- | -------- | --------- |
| 2013 | Cine Latino Award                       | Nominada | Nominada  |
| 2013 | New Voices/New Visions Grand Jury Prize | Nominada | Nominada  |